# Laura Dijkema

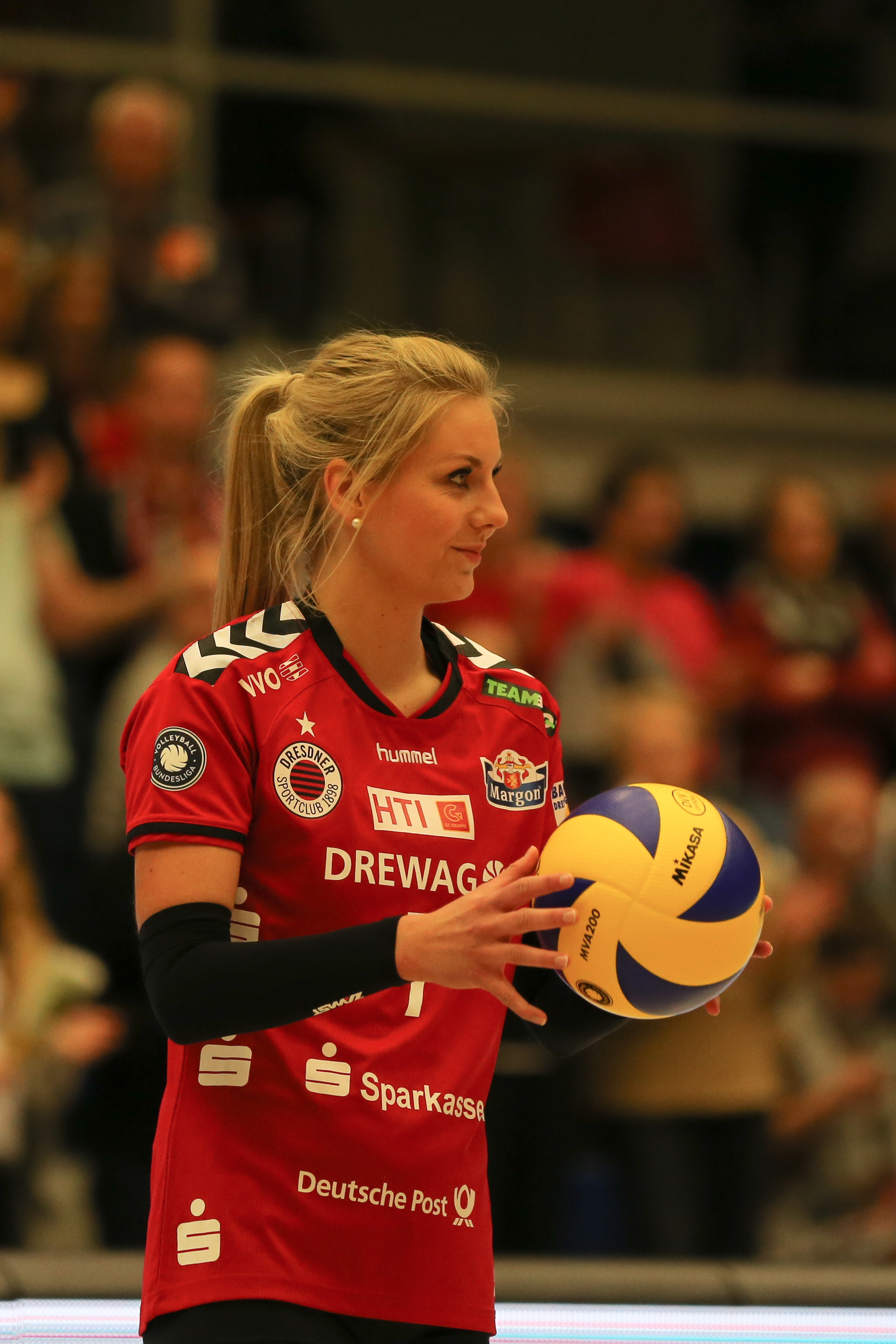
Laura Dijkema zawodniczką Dresdner SC w sezonie 2015/2016

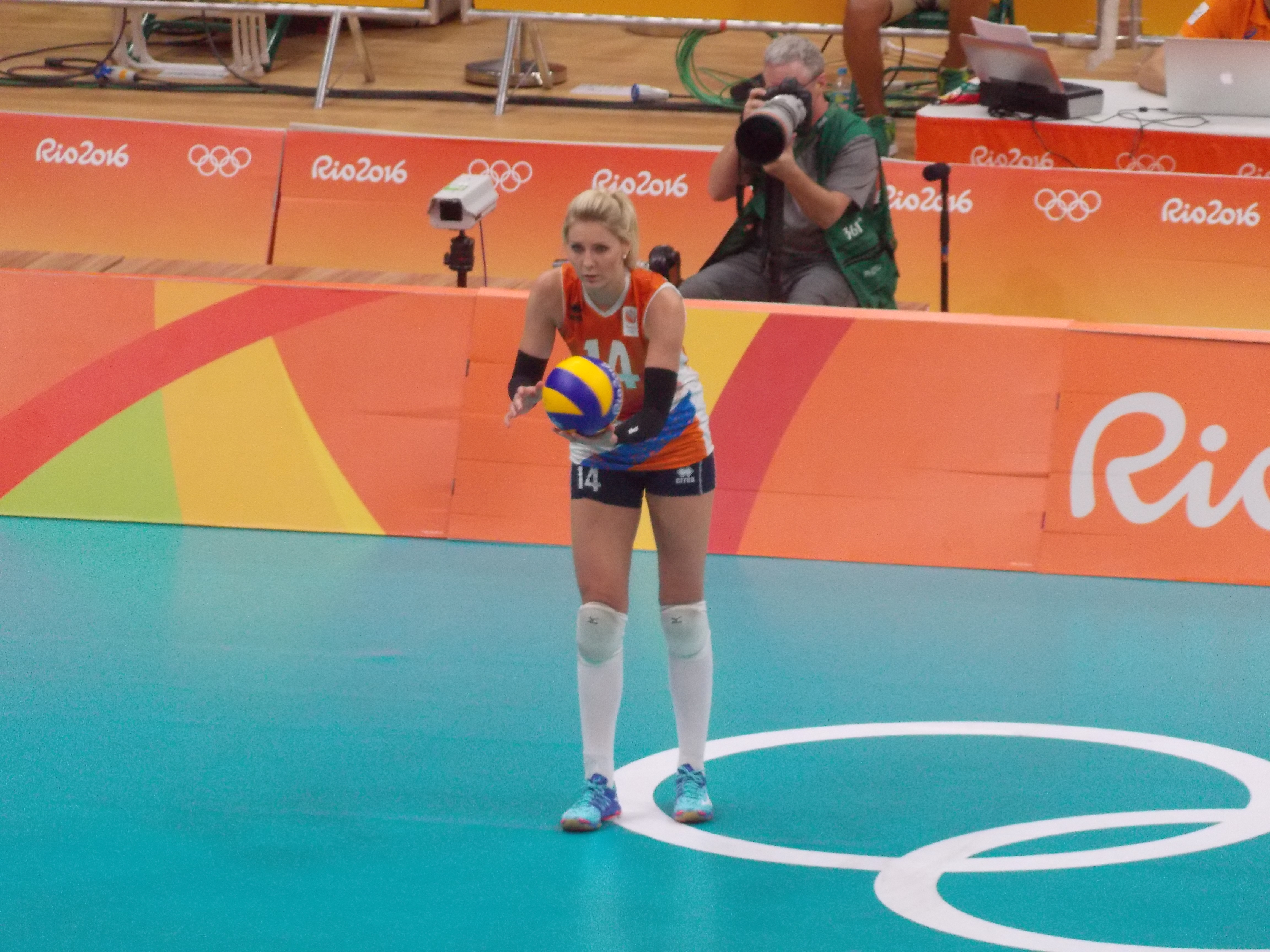
Laura Dijkema przed wykonywaniem zagrywki na Igrzyskach Olimpijskich 2016

Laura Dijkema (ur. 18 lutego 1990 w Amsterdamie) – holenderska siatkarka, reprezentantka Holandii, grająca na pozycji rozgrywającej. W kadrze narodowej zadebiutowała w 2010 na turnieju Volley Masters Montreux.
Pod koniec marca 2025 roku poinformowała, że kończy występy w kadrze narodowej Holandii.

## Przebieg kariery
| Lata                      | Klub                                   |
| ------------------------- | -------------------------------------- |
| 2008–2009                 | DELA Martinus Amstelveen               |
| 2009–2011                 | TVC Amstelveen                         |
| 2011–2012                 | VfB 91 Suhl                            |
| 2012–2013                 | USC Münster                            |
| 2013–2014                 | Halkbank Ankara                        |
| 2014–2016                 | Dresdner SC                            |
| 2016–2017                 | Igor Gorgonzola Novara                 |
| 2018–2020 (od 16.01.2018) | Il Bisonte Firenze                     |
| 2020–2021                 | Lokomotiw Kaliningrad                  |
| 2021–2022 (do 01.03.2022) | Leningradka Petersburg                 |
| 2022–2023 (od 01.12.2022) | Cbf Balducci Hr Macerata               |
| 2023–2024                 | Megabox Ondulati Del Savio Vallefoglia |

## Osiągnięcia klubowe
Puchar Holandii:
- 2009, 2010

Mistrzostwo Holandii:
- 2009, 2010
- 2011

Superpuchar Holandii:
- 2009, 2010

Mistrzostwo Niemiec:
- 2015, 2016

Puchar Niemiec:
- 2016

Mistrzostwo Włoch:
- 2017

Mistrzostwo Rosji:
- 2021

## Sukcesy reprezentacyjne
Volley Masters Montreux:
- 2015

Mistrzostwa Europy:
- 2015, 2017
- 2023[5]

Grand Prix:
- 2016

## Nagrody indywidualne
- 2017: Najlepsza rozgrywająca Mistrzostw Europy